# 沙狀病毒科
沙狀病毒科(Arenavirinae, ARV)是一種會造成嚴重的人畜共同傳染病的病毒科類。其宿主，嚙齒類動物，尤其是老鼠，和人之關係自古已來，均交往過於密切，造成本科病毒在人類和老鼠宿主之間的傳播與交替，因而本科病毒對人致害性非常的強。其造成的病徵是以出血，發熱為主，死亡率非常高，因此均列位於 P4 級的疾病。
沙粒病毒科按地理位置的分布可分为：新大陆沙粒病毒(Newworldarenaviruses,NWARV)和旧大陆沙粒病毒(Oldworldarenaviruses,OWARV)两大类。NWARV主要包括分布于美洲的ARV, OWARV主要包括分布于非洲、欧洲和亚洲的ARV。
根据国际分类委员会(ICTV)第10次会议,现将沙粒病毒科共有大约30种病毒,按宿主动物的不同分为3个属：爬行动物沙粒病毒属(Reptarenavirus,RARV)、哈特曼病毒属(Hartmanvirus,HARV)和哺乳动物沙粒病毒属(Mammarenavirus,MARV)。沙狀病毒具有某些共同的抗原但不具互相中和的能力。Lassa病毒及一些其他會引起出血熱的沙狀病毒造成極大的困擾。目前於美國僅有LCM及Tamiami兩種沙狀病毒，而Tamiami病毒對人類無病原性。
沙狀病毒體於薄切片電子顯微鏡觀察時，病毒顆粒表面呈沙粒狀，故稱沙狀病毒，此種病毒因形態特殊可以很快的與其他病毒區分。所有的沙狀病毒的形態皆相同，為直徑50 nm至300 nm圓形或多形性病毒，它有對脂溶劑敏感的封套，封套上有10 nm長的棍棒狀突起。其核心含有幾片單股RNA，其中兩個具病毒特異性，核心也有宿主細胞的核糖體RNA及蛋白質。
目前，还有20多种ARV尚无证据能否引起人类疾病：
1956年在北美州牙买加果蝠(Artibeusja-maicensis)中发现塔卡里伯病毒(Tacaribevirus,TCRV);
1964年在巴西圭亚那鬃鼠(Neacomysguianae)中发现阿马帕里病毒(Amaparivirus,AMAV)
在美国棉鼠(Sigmodonhispidus)中发现太米阿米病毒(Tamiamivirus,TAMV);
1965年在巴西大头稻鼠(Oryzomysmegacephalus)中发现卡皮生病毒(Cupixivirus,CPXV)
在巴拉圭米鼠(Oryzomysangouya)中发现巴拉那病毒(Paranavirus,PARV)
在哥伦比亚白喉稻鼠(Oryzo-mysalbigularis)中发现皮钦德病毒(Pichindevi-rus,PICV)
在玻利维亚胼胝暮鼠(Calomyscal-losus)中发现拉蒂诺病毒(Latinovirus,LATV);
1970年在中非共和国无纹草原鼠(Arvicanthisspp．)中发现伊派病毒(Ippyvirus,IPPYV);
1977年在南非多乳鼠(Mastomysnatalensis)中发现莫佩亚病毒(Mopeiavirus,MOPV);
1983年在中非共和国软毛鼠(Praomysspp)中发现莫巴拉病毒(Mobalavirus,MOBV);
1990年在阿根廷雷鼠(Necromysbenefactus)中发现奥利华恩病毒(Oliv-erosvirus,OLVV);
1995年在委内瑞拉棉鼠(Sig-momysalstoni)中发现皮雷特尔病毒(Piritalvirus,PIRV);
1997年在秘鲁巴西屋鼠(Oecomysparico-la)中发现奥尔帕瓦约病毒(Allpahuayovirus,ALLV)
在阿根廷黑大刀小鼠(Bolomyssp)中发现潘帕病毒(Pampavirus,PAMV);
1998年在美国鹿鼠(Peromyscuscalifornicus)中发现熊峡谷病毒(BearCanyonvirus,BCNV);
1999年在北美德克萨斯州小足林鼠(Neotomamicropus)中发现卡塔琳娜病毒(Catarina,CTNV);
2002年在北美亚利桑那州墨西哥林鼠(Neotomamexicana)中发现斯金纳坦克病毒(SkinnerTankvirus,SKTV);
2008年在北美亚利桑那州白喉林鼠(Neotomaalbigula)中发现大布拉希坦克病毒(BigBrushyTank,BBTV)及克里克印第安人病毒(TontoCreek,TTCV);
2009年在赞比亚多乳鼠(Mastomysnata-lensis)中发现露娜病毒(Lunavirus,LUNV)
2015年中国从褐家鼠分离出一种新的MARV：温州病毒（Wenzhou virus,WENV）。

## 沙狀病毒科
- 哺乳动物沙粒病毒属（Mammarenavirus, MARV）:淋巴球性脈絡叢腦膜炎病毒(Lymphocytic choriomeningitis virus, LCMV); 胡宁病毒（Juninvirus ,JUNV）。
- 哈特曼病毒属（Hartmanvirus,HARV): 哈特曼研究所蛇病毒（Hartman Institute snake virus）。
- 爬行动物沙粒病毒属（Reptarenavirus,RARV）。

## 外部連結
- 微生物免疫學-Arenaviridae(沙狀病毒科) （页面存档备份，存于）

Template:Txaonbar
1. 1 2  Fernandes, Jorlan; de Oliveira, Renata Carvalho; Guterres, Alexandro; de Carvalho Serra, Fabiana; Bonvicino, Cibele Rodrigues; D’Andrea, Paulo Sergio; Cunha, Rivaldo Venâncio; Levis, Silvana; de Lemos, Elba Regina Sampaio. . Infection, Genetics and Evolution. 2015-7, 33: 242–245  [2019-03-04]. doi:10.1016/j.meegid.2015.05.010. （原始内容存档于2019-03-06） （英语）.
2. ↑  Zapata, Juan; Salvato, Maria. . Viruses. 2013-01-17, 5 (1): 241–278  [2019-03-04]. ISSN 1999-4915. doi:10.3390/v5010241. （原始内容存档于2019-03-06） （英语）.